# سیارک ۵۴۷۹
سیارک ۵۴۷۹ (به انگلیسی: 5479 Grahamryder، نامگذاری:1989UT5) پنج هزار و چهارصد و هفتاد و نهمین سیارک کشف شده‌است که در ۳۰ اکتبر ۱۹۸۹ کشف شد.
قدر مطلق سیارک برابر ۲۹.۵ است.